# جزیره امرالد (نواحی شمال غرب)
جزیره امرالد (به انگلیسی: Emerald Isle) یک جزیره غیر مسکونی در کانادا است که در قلمروهای شمال غرب واقع شده‌است. جزیره امرالد ۵۴۹ کیلومترمربع مساحت و ۰ نفر جمعیت دارد.